# Tòa nhà TV Asahi
Tòa nhà TV Asahi (テレビ朝日本社ビル Terebi Asahi Honsha Biru) là tòa nhà 8 tầng nằm ở Roppongi, Minato, Tokyo, Nhật Bản. Tòa nhà trên là trụ sở của đài truyền hình TV Asahi. Tòa nhà được thiết kế bởi kiến trúc sư Fumihiko Maki. Năm 2000, tòa nhà đã khởi công xây dựng và hoàn thành vào năm 2003.
Tòa nhà TV Asahi là một phần của khu thương mại Roppongi Hills. Lối vào chính dành cho du khách là giếng trời. Vườn Mōri, dinh thự cũ của gia tộc Mōri nằm ngay tại tòa nhà này.